# Special Broadcasting Service
Der Special Broadcasting Service (SBS) ist neben der Australian Broadcasting Corporation eine der beiden öffentlich-rechtlichen Rundfunkgesellschaften Australiens.
Die SBS betreibt mehrere Radiostationen sowie die Fernsehsender Special Broadcasting Service und SBS World News Channel. Die Radioprogramme werden in 68 Sprachen ausgestrahlt, darunter auch auf Deutsch.

## Besonderheiten
SBS strahlt zahlreiche Nachrichtensendungen aus verschiedenen Ländern aus. Diese werden in den Heimatsprachen der zahlreichen in Australien lebenden Immigranten ausgestrahlt. Es werden unter anderem Nachrichten aus Japan, Hongkong, China, den Philippinen, Italien, Deutschland, Spanien, Frankreich, Russland, Griechenland, Arabien und Indonesien gesendet. Die deutschen Nachrichten werden von DW-TV übernommen. Die Nachrichten laufen von Montag bis Sonntag in den Morgenstunden. Hinzu kommen Filme in verschiedenen Sprachen, die mit englischen Untertiteln versehen sind (beispielsweise Kommissar Rex).
Seit 1983 wird der Eurovision Song Contest (ESC) auf SBS ausgestrahlt, wodurch der Wettbewerb in Australien Bekanntheit erlangte. Zum Zeitpunkt der ESC-Finals ist aufgrund der Zeitverschiebung in Australien früher Morgen, daher wird die Sendung zusätzlich am darauffolgenden Abend ausgestrahlt. Die Halbfinals werden teilweise live, teilweise an den folgenden Abenden gesendet.
Beim ESC 2015 hatte SBS erstmals einen Beitrag für Australien in den Wettbewerb entsandt. Australien hatte zum 60. Jubiläum des Wettbewerbs eine Einladung der Europäischen Rundfunkunion (EBU) erhalten. Es erhielt wie der Gastgeber und die Big Five einen Startplatz im Finale sowie Stimmrecht in beiden Halbfinale. Obwohl ursprünglich ein australischer Sieg 2015 als Voraussetzung für die Teilnahme des Landes 2016 gesetzt wurde, nahm Australien auch in Stockholm am Eurovision Song Contest 2016 teil und belegte den zweiten Platz. Auch 2018 nahm das Land am Eurovision Song Contest teil, dabei vertrat die australische Sängerin Jessica Mauboy mit dem Lied We Got Love das Land. Sie startete im 2. Halbfinale. 2019 nahm Australien mit der Sängerin Kate Miller-Heidke teil und gewann mit Zero Gravity den 9. Platz.

## Sport
SBS überträgt verschiedene Sportereignisse (insbesondere in Europa populäre Sportarten) live. Hierzu zählen unter anderen die Tour de France und weitere Radsportklassiker oder Golden-League-Leichtathletik-Meetings.
SBS ist der Fußballsender im öffentlich-rechtlichen Fernsehen  Die Fußball-Weltmeisterschaften der Männer 2006, 2010 und 2014 bzw. der Frauen 2007, 2011, 2015 und 2019 wurden auf SBS gezeigt. Wöchentlich wird das Fußballmagazin The World Game mit Highlights der größten Fußballligen und weiteren Berichten ausgestrahlt, hinzu kommen weitere Sondersendungen über die UEFA Champions League, im Rahmen derer auch vielfach Spiele der UEFA Champions League live übertragen werden.